# محمود بن مسلمة
محمود بن مسلمة (المتوفي سنة 7 هـ) صحابي من الأنصار من بني حارثة بن الحارث من الأوس. شهد مع النبي محمد غزوات أحد والخندق وخيبر وصلح الحديبية، وكان مقتله عند حصن ناعم في غزوة خيبر، حيث سقطت رحى من أعلى الحصن عليه، فهشمت بيضة رأسه، فسقطت جلدة جبينه على وجهه، فمات بعد ثلاثة أيام، فدُفن في الرجيع مع عامر بن الأكوع في قبر واحد، وكان له من الولد أم عمرو وأم سعد أمهما أمامة بنت بشر؛ وأم منظور وهند أمهما هند بنت قيس بن القريم.